# Захарук, Александр Валерьевич
Александр Валерьевич Захарук (укр. Захарук Олександр Валерійович; род. 25 августа 1976, Киев, Украинская ССР, СССР) — украинский борец вольного стиля, пятикратный чемпион Европы и трёхкратный бронзовый призёр чемпионатов мира, участник двух Олимпийских игр.